# Hōjō Tokiyori

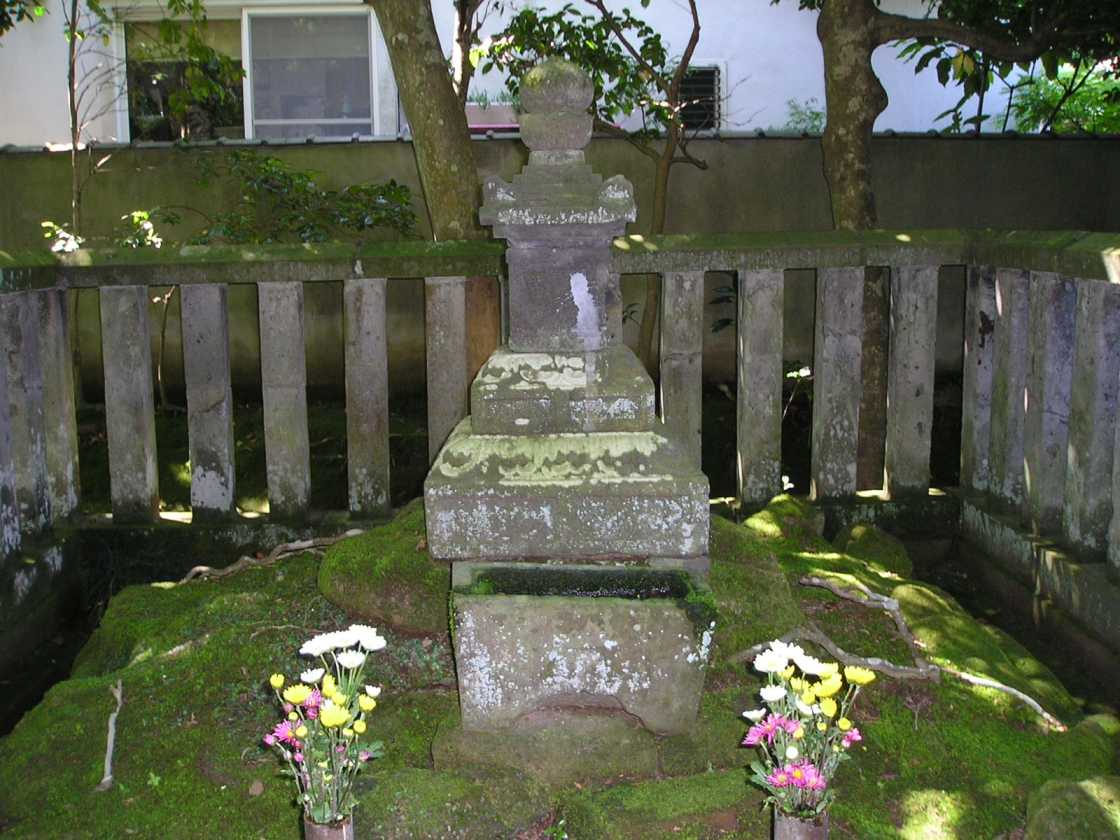
Hōjō Tokiyoris Grab

Hōjō Tokiyori (jap. 北条 時頼; * 1227; † 1263) regierte von 1246 bis 1256 als fünfter Shikken (Regent) des Kamakura-Shōgunats in Japan. Er war Sohn des Hōjō Tokiuji und einer Tochter von Adachi Kagemori.
Tokiyori wurde nach dem Tode seines Bruders Hōjō Tsunetoki zum Shikken. Unmittelbar nach seinem Amtsantritt zerschlug er einen versuchten Staatsstreich durch den früheren Shōgun Kujō Yoritsune und Tokiyoris Verwandten Nagoe Mitsutoki. Im folgenden Jahr ließ er Adachi Kagemori in der Schlacht von Hochi den mächtigen Miura-Clan vernichten. Er rief den erfahrenen Bruder seines Großvaters, Hōjō Shigetoki, aus Kyōto zurück und ernannte ihn zum Rensho. 1252 ersetzte er den Shōgun Kujō Yoritsugu durch Prinz Munetaka. Er festigte damit erfolgreich seine Machtbasis.
Tokiyori wurde für seine gute Regierung gerühmt. Hauptsächlich durch das Abschaffen verschiedener Vorschriften arbeitete er an Reformen. Er verringerte den Dienst der Gokenin beim Schutz von Kyōto und bemühte sich um eine Lösung der zunehmenden Dispute seiner Vasallen um Ländereien. 1249 führt er das Rechtssystem Hikitsuke ein.
1252 begann er, Politik auf privaten Treffen in seiner Residenz zu machen, anstatt sie im Hyōjō (評定), dem Rat des Shōgunates, zu diskutieren. 1256 wurde er buddhistischer Priester und übergab die Position des Shikken an Hōjō Nagatoki, einen Sohn von Shigetoki, während Tokiyoris minderjähriger Sohn Hōjō Tokimune als Tokusō, als Haupt des Clans der Hōjō nachfolgte. Tokiyori regierte – obgleich ohne jede offizielle Position – de facto weiter. Dies markiert den Beginn der Diktatur der Tokusō.
Es gibt eine Anzahl von Legenden, nach denen Tokiyori Japan bereiste, um die tatsächlichen Verhältnisse zu beobachten und das Leben zu verbessern.